# Thống đốc Georgia
Thống đốc bang Georgia người đứng đầu bang Georgia and the tổng tư lệnh Lực lượng quân sự Georgia. Thống đốc đương nhiệm là Brian Kemp đã nhậm chức vào năm 2019.